# EXPOSE (KAT-TUNの曲)
「EXPOSE」（エクスポーズ）は、KAT-TUNの20枚目のシングル。2013年2月6日にJ-One Recordsから発売された。

## 概要
初回限定盤1・初回限定盤2・通常盤の3形態で発売。
表題曲「EXPOSE」は、「スズキ ソリオ バンディット」TVCMタイアップソング。
発売初週で15.5万枚を売り上げ、2013年2月18日付オリコン週間シングルランキングで初登場1位となり、デビューからシングル20作連続で1位を記録した。

## 収録曲

### CD

#### 通常盤
1. EXPOSE
作詞：miwa*、作曲：Erik Sahlen, Yoko.Hiramatsu、編曲：Billy Marx Jr.
  - KAT-TUN出演 スズキ「ソリオ バンディット」CMソング（2013/2 - ）
2. 遙か東の空へ
作詞：ORI、作曲：KEI YOSHIKAWA、編曲：Eiji Kawai
3. EXPOSE（オリジナル・カラオケ）
4. 遙か東の空へ（オリジナル・カラオケ）

#### 初回限定盤1
1. EXPOSE
2. STEPS TO LOVE
作詞：miwa*、作曲：Charlie Mason, Ronald Soelkner, Daniel Nitt、編曲：Billy Marx Jr.
  - KAT-TUN出演 スズキ「ソリオ」CMソング（2012/11/29 - 12/8）
3. BRAND NEW DAY
作詞：ORI、作曲・編曲：King of slick
  - KAT-TUN出演 スズキ「ソリオ」CMソング（2012/7/5 - 7/14）

#### 初回限定盤2
1. EXPOSE
2. Connect & Go
作詞：miwa*、作曲：ROCK STONE, Daddylong, Robert Vadadi、編曲：DREADSTORE COWBOY
  - KAT-TUN出演 スズキ「ソリオ ブラック&ホワイトII」CMソング（2012/12/29 - 2013/1/8）
3. Snowflake - 中丸雄一
作詞：中丸雄一、作曲：King of slick, Kiyohito Komatsu、編曲：King of slick

### DVD

#### 初回限定盤1
1. EXPOSE（ビデオ・クリップ＋メイキング）
2. スペシャル映像

#### 初回限定盤2
1. Connect & Go（ビデオ・クリップ＋メイキング）
2. Snowflake（ビデオ・クリップ）- 中丸雄一
友情出演：上田竜也